# John McKinly
John McKinly (Ulster, 24 febbraio 1721 – Wilmington, 31 agosto 1796) è stato un politico irlandese. Veterano della guerra franco-indiana, fu il primo presidente del Delaware.

## Biografia
Nato nell'Ulster, all'epoca nel regno d'Irlanda, McKinly trasmigrò nel Delaware nel 1742. Nel 1761, sposò Jane "Jenny" Richardson, figlia di un mugnaio quacchero, Richard Richardson, con la quale non ebbe figli. La loro casa si trova a Wilmington, nel Delaware, ed è oggi sede di uffici. Entrambi furono membri della Prima Chiesa Presbiteriana, che è oggi conosciuta come la Prima e Centrale Chiesa Presbiteriana di Rodney Square a Wilmington. McKinly fu un medico piuttosto popolare nonostante poco si sapesse della sua istruzione medica.
Nel 1747 fu incaricato luogotenente nella milizia della contea di New Castle, e nel 1756, fu nuovamente incaricato come maggiore in occasione della guerra franco-indiana. Trascorse parecchio tempo a Fort Christina, insediamento svedese nel Nord America, in un'area conosciuta come "the Rocks". In seguito, riferì orgogliosamente che quell'area eguagliava se non superava "qualsiasi cosa sul continente per forza e bellezza".

### Carriera politica
Nel diciottesimo secolo, il Delaware era ripartito in libere contee divise in fazioni conosciute come "Court Party" e "Country Party". La maggioranza, la "Court Party", cioè la contea di Kent e quella di Sussex, era generalmente anglicana e lealista verso il Regno Unito. La minoranza, la "Country Party", era prevalentemente di origine ulsteriana e scozzese e avverse al governo britannico. McKinly, come la maggior parte della popolazione del Delaware era lealista ma, a causa delle sue origini e della sua appartenenza alla chiesa presbiteriana, fu una figura amata anche tra le "Country Party".
McKinly fu eletto sceriffo della contea di New Castle nel 1757 e, in seguito, fu per quattro volte eletto "Chief Burgess" (rappresentante del borough) di Wilmington tra il 1758 e il 1776. Rappresentò la contea di New Castle nell'Assemblea del Delaware dal 1771 al 1776. Negli eventi che portarono alla rivoluzione americana, McKinly divenne membro del comitato di corrispondenza del Delaware nell'ottobre 1773 e presidente del suddetto comitato dal novembre 1774. Nel frattempo, fu anche brigadiere generale delle milizie della contea di New Castle.
Quando, il 15 giugno 1776, l'assemblea delle contee basse dichiarò l'indipendenza dai britannici, fu costituito un Consiglio di Sicurezza per il neo Stato indipendente quando l'assemblea non era in sessione. Questo consiglio constò di cinque membri per ogni contea. McKinly rappresentò la contea di New Castle, e divenne presidente del comitato. Nell'ottobre 1776, quando il Delaware elesse la sua prima camera assembleare, egli fu di nuovo eletto in rappresentanza della contea di New Castle e fu scelto anche come speaker.

#### Presidente del Delaware
Il 12 febbraio 1777, l'assemblea generale elesse McKinly primo presidente del Delaware, carica che ricoprì fino al 22 settembre dello stesso anno. Come presidente, dovette immediatamente fronteggiare un'insurrezione dei lealisti, in particolare di quelli della contea di Sussex. In quel periodo ci fu bisogno anche di arruolare nuovi soldati per l'esercito continentale. La situazione degenerò l'11 settembre 1777, dopo la sconfitta americana alla battaglia di Brandywine. La sera successiva alla battaglia, il 71º reggimento, Frazer's Highlanders, fu spedito a 10 miglia da Wilmington per incontrare la flotta britannica sul fiume Delaware e stabilire soccorsi per i feriti. I britannici, però, presero il tesoro dello Stato e rubarono anche alcuni documenti statali. In seguito, catturarono il presidente McKinly direttamente dal letto della propria casa e lo fecero prigioniero.
Quando gli inglesi lasciarono Filadelfia nel giugno 1778, McKinly fu trasferito a Flatbush, nello Stato di New York. Fu rilasciato nell'agosto dello stesso anno, scambiato dai britannici con il lealista William Franklin.

### Carriera medica
Dopo il rilascio, McKinly non ricoprì più alcun ufficio politico. Contribuì a fondare la Delaware Medical Society nel 1789 e divenne membro della Newark Academy Board of Trustees nel 1783, diventandone poi presidente dal 1794 al giorno della sua morte.

### Morte

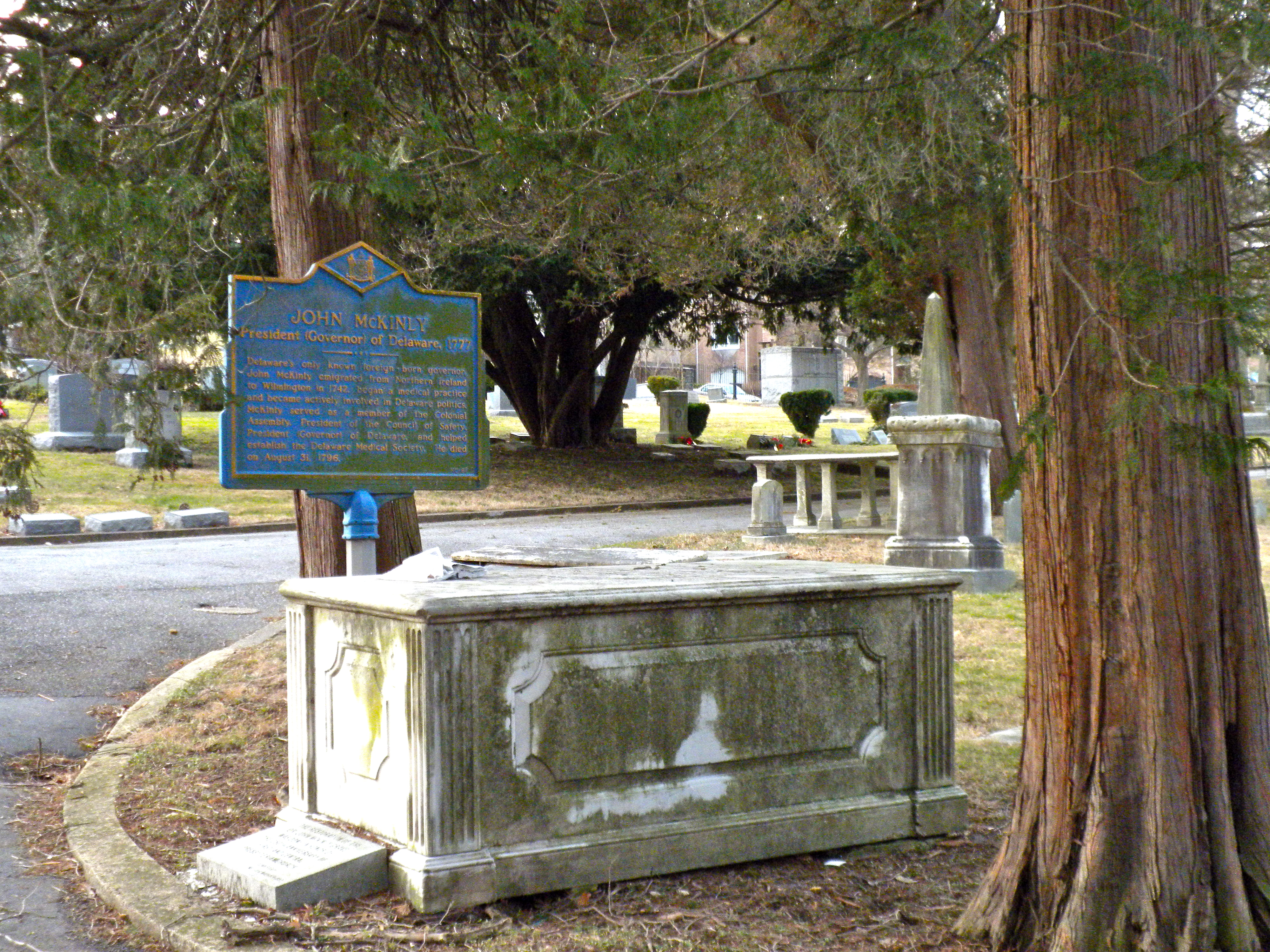
Tomba di McKinly

McKinly morì nel 1796 a Wilmington e fu inizialmente sepolto nel cimitero presbiteriano, dove oggi è presente la Wilmington Institute Library. Nel 1922, le sue spoglie vennero traslate al Brandywine Cemetery.

## Omaggi e riconoscimenti
Il John McKinly Laboratory dell'Università del Delaware è così chiamato in suo onore.
Non esistono ritratti che rappresentino il suo volto.